# Oksiren
Oksiren – organiczny związek chemiczny należący do związków heterocyklicznych. Oksiren zbudowany jest z pierścienia, w skład którego wchodzą dwa atomy węgla, oraz jeden atomu tlenu, który jest w pierścieniu heteroatomem. Związek ma charakter nienasycony na skutek występowania w pierścieniu wiązania podwójnego, przez co występują w pierścieniu dość duże naprężenia, co objawia się jego wysoką reaktywnością i niestabilnością. Łatwo przegrupowuje się do ketenu, od którego dzieli go bariera aktywacji o wysokości jedynie ok. 32 kJ/mol. Z badań mechanistycznych wynika, że jest związkiem pośrednim w przegrupowaniu Wolffa α-diazoketonów do ketenu.